# Another Happy Day
Another Happy Day es una película estadounidense de 2011 escrita y dirigida por Sam Levinson en su debut como director. Fue protagonizada por Ellen Barkin, Kate Bosworth, Ellen Burstyn, Thomas Haden Church, George Kennedy, Ezra Miller, Demi Moore, Siobhan Fallon Hogan, Michael Nardelli, Jeffrey DeMunn y Diana Scarwid.
Another Happy Day fue presentada en el Festival de Cine de Sundance el 23 de enero de 2011. También fue exhibida en otros importantes eventos como el festival South by Southwest y el Festival de Cine de Woodstock.

## Sinopsis
Lynn (Ellen Barkin) se ve obligada a reunirse con su exesposo Paul (Thomas Haden Church) con motivo de la celebración de la boda de su hijo Dylan. Para colmo, también tendrá que lidiar con su terrible familia: sus tres desastrosos hijos Alice (Kate Bosworth), Elliot (Ezra Miller) y Ben (Daniel Yelsky), sus anormales padres (Ellen Burstyn y George Kennedy) y la nueva esposa de Paul, Patty (Demi Moore), una mujer de armas tomar.

## Reparto
- Ellen Barkin es Lynn Hellman.
- Kate Bosworth es Alice Hellman.
- Ellen Burstyn es Doris Baker.
- Thomas Haden Church es Paul.
- George Kennedy es Joe Baker.
- Ezra Miller es Elliot Hellman.
- Demi Moore es Patty.
- Siobhan Fallon Hogan es Bonnie.
- Michael Nardelli es Dylan.
- Daniel Yelsky es Ben Hellman.
- Eamon O'Rourke es Brandon.
- Lola Kirke es Charlie.
- Jeffrey DeMunn es Lee.
- Diana Scarwid es Donna.